# Conacul lui Nicolae Apostolopulo
Conacul cu parc al lui Nicolae Apostolopulo este un monument de arhitectură de importanță locală din satul Saharna, raionul Rezina (Republica Moldova), construit în secolul al XIX-lea. 
La începutul secolului al XX-lea aici a locuit inginerul Nicolae Apostolopulo, care era căsătorit cu fiica boierului Ioan C. Bogdan, Eugenia, din Cuhurești. 
În 1927, în conac funcționa o școală de viticultură și pomicultură, care și-a continuat activitatea până în anii 1960. Între anii 1970–80 aici au fost transferate, pe rând, Spitalul invalizilor al celui de-al Doilea Război Mondial din Tiraspol și Școala-colonie pentru fete din Dubăsari. După 1990, mai multe persoane private au încercat să cumpere complexul, atunci se presupune că a fost achiziționat și chiar gajat la Banca Socială. Ulterior, banca a încercat să-l vândă. Acum, se bănuiește că proprietar ar fi devenit liderul partidului social-democrat, Victor Șelin.

## Vezi și
- Lista conacelor din Republica Moldova